# Östra Finlands Nation vid Åbo Akademi
Östra Finland Nation vid Åbo Akademi (Öffen) är en svenskspråkig studentnation som grundades 1967 i Åbo. Nationens medlemmar är till största delen från Sibbo-, Borgå-, Lovisa- och Kotkatrakterna samt öster därom, men har medlemmar från hela Svenskfinland. Utöver studenter vid Åbo Akademi får andra svenskspråkiga universitets- eller högskolestuderande bli medlemmar i nationen, såsom studenter vid Yrkeshögskolan Novia, Åbo Universitet samt Åbo Yrkeshögskola.

## Vännationer
Östra Finlands nation vid Åbo Akademi har vännationer i Finland och i Sverige. År 2023 fick öffen en ny vännation i Helsingfors, Wiipurilainen Osakunta. 

### Finland
- Östra Finland Nation i Helsingfors.
- Savo-Karjalainen osakunta i Åbo.
- Wiipurilainen Osakunta i Helsingfors.

### Sverige
- Västmanlands-Dala nation i Uppsala.
- Helsingkrona nation i Lund
- Gästrike Hälsinge Dala nation i Umeå